# دامان و دیو
دامان و دیو یک قلمرو سابق اتحادیه در غرب هند مرکزیت شهر دامان بود.